# Urow
Urow (ros. Уров) – rzeka w azjatyckiej części Rosji, w Kraju Zabajkalskim, lewy dopływ Argunu. Jej długość wynosi 290 km; dorzecze zajmuje powierzchnię 4210 km².
Rzeka wypływa z niewielkiego jeziora w Górach Uriumkańskich. Jest pokryta lodem przez 165–200 dni w roku (zazwyczaj od końca października do początku maja).